# Psalydolytta dimbrokoana
Psalydolytta dimbrokoana es una especie de coleóptero de la familia Meloidae.

## Distribución geográfica
Habita en Costa de Marfil.